# Reader's Digest Association
Reader's Digest Association é uma editora global, líder em Marketing Direto, com presença em mais de 60 países. Seu produto de referência, a Revista Reader’s Digest – fundada em 1922 nos Estados Unidos - é hoje a quarta revista mais lida no mundo, atrás apenas de Time, Veja e Newsweek com edições em 19 línguas.

## História
Em 1918, enquanto se recuperava de ferimentos sofridos na Primeira Guerra Mundial, o fundador DeWitt Wallace teve a ideia de lançar uma revista que colocasse à disposição de seus leitores uma seleção dos melhores e mais úteis artigos já publicados, utilizando uma linguagem condensada, sem interferir no conteúdo do texto. Um primeiro número foi lançado em fevereiro de 1922 – assim nasceu a Revista Reader's Digest, posteriormente batizada no Brasil como Seleções. Foi um sucesso imediato e a fórmula de venda de assinaturas por mala direta permitiu que em poucos anos a circulação ultrapassasse um milhão de exemplares mensais.
A expansão internacional da revista começou pela Inglaterra, em 1938. Dois anos depois foi lançada a edição em espanhol, intitulada Selecciones e, em fevereiro de 1942, a Revista Seleções chegou ao Brasil. A sua receptividade excedeu todas as expectativas e, em menos de seis meses, a circulação atingiu os 150 mil exemplares. Seleções tornava-se uma das publicações mais populares do Brasil. No início dos anos 70, a circulação mensal era de aproximadamente 500 mil exemplares.
Entretanto, a instabilidade econômica da época levou a Reader’s Digest a tomar a decisão de encerrar o serviço de assinaturas e transferir suas atividades para Portugal. A edição brasileira passou a ser produzida em Lisboa, por editores brasileiros, e transportada por via aérea para o Brasil, sem nunca ter interrompido a sua distribuição nas bancas.
Em 1995, com a estabilidade económica, o crescimento do mercado brasileiro, a chegada da tecnologia e o desenvolvimento dos serviços dos Correios, a Empresa regressa ao Brasil, mantendo hoje uma atividade em tudo semelhante às grandes edições internacionais, baseada na venda da Revista Seleções por assinaturas e na oferta de produtos editoriais aos assinantes.